# Бережанка (Гайсинський район)
Бережа́нка — село в Україні, у Ободівській сільській громаді Гайсинського району Вінницької області. Населення становить 540 осіб. Село виникло на місці козацького поселення.

## Назва
7 червня 1946 р. село Татарівка Ободівського району отримало назву «Бережанка» і Татарівську сільську Раду названо Бережанською.

## Історія
Дата заснування невідома. Колишня назва села Татарівка, яку отримало від перших мешканців — татар, які асимілювалися із місцевим населенням.
На 1880 р. село належало до Ободівської волості Ольгопільського повіту Подільської губернії. Було 622 мешканців, 57 дворів. Землі у власності шселян — 640 десятин, помістя поміщика Фелікса Собанського.
Станом на 1901 рік в селі мешкають 525 чоловіків і 502 жінки.
12 червня 2020 року, відповідно розпорядження Кабінету Міністрів України № 707-р «Про визначення адміністративних центрів та затвердження територій територіальних громад Вінницької області», село увійшло до складу Ободівської сільської громади.
19 липня 2020 року, в результаті адміністративно-територіальної реформи і ліквідації Тростянецького району, село увійшло до складу Гайсинського району.

## Пам'ятки
Неподалік від села у 23-му кварталі угідь Цибулівського лісництва зростає найстаріший серед всіх дубів на Вінниччині — 650-річний «Дуб-Гордій», ботанічна пам'ятка природи місцевого значення.

## Відомі особистості
Куліков Олександр (1981 — 2022) — український військовик, учасник російсько-української війни.
Сліпенчук Сергій (1976 — 2023) — український військовик, учасник російсько-української війни.
Ширшов Роман (1987 — 2023) — український військовик, учасник російсько-української війни.